# Bataille de Zuiderzee
 (signalé en mai 2025).
Si vous disposez d'ouvrages ou d'articles de référence ou si vous connaissez des sites web de qualité traitant du thème abordé ici, merci de compléter l'article en donnant les références utiles à sa vérifiabilité et en les liant à la section « Notes et références ».
- Archive Wikiwix
- Bing
- Cairn
- DuckDuckGo
- E. Universalis
- Gallica
- Google
- G. Books
- G. News
- G. Scholar
- Persée
- Qwant
- (zh) Baidu
- (ru) Yandex
- (wd) trouver des œuvres sur Wikidata

Guerre de Quatre-Vingts Ans
Batailles
- Chronologie de la guerre de Quatre-Vingts Ans
- Valenciennes
- Austruweel
- Rheindalen
- Heiligerlee
- Jemmingen
- Jodoigne
- Brielle
- 1er Flessingue
- Malines
- Goes
- Mons
- Haarlem
- 2e Flessingue
- Borsele
- Zuiderzee
- Alkmaar
- Leyde
- Reimerswaal
- Mook
- Lillo
- Zierikzee
- 1er Anvers
- 1er Bréda
- Gembloux
- Rijmenam
- 1er Deventer
- Maastricht
- 2e Bréda
- Açores
- 2e Anvers
- 3e Anvers
- Boksum
- Zutphen
- 1er Berg-op-Zoom
- Gravelines
- 3e Bréda
- 2e Deventer
- Groningue
- Huy
- 1er Groenlo1
- 2e Groenlo
- Turnhout
- Nieuport
- Ostende
- L'Écluse
- 3e Groenlo
- Saint-Vincent
- Gibraltar
- Saint-Vincent (1621)
- 2e Berg-op-Zoom
- 4e Bréda
- 4e Groenlo
- Matanzas
- Bois-le-Duc
- Abrolhos
- Slaak
- Maastricht
- 5e Bréda
- Cabañas
- Calloo
- Les Downs
- Saint-Vincent (1641)
- Hulst
- Cavite

La bataille de Zuiderzee a été un combat naval livré en 1573 durant la guerre de Quatre-Vingts Ans dans les eaux de la mer intérieure du Zuiderzee, lors de laquelle une flotte néerlandaise des Gueux de la mer a mis en déroute une flotte espagnole plus nombreuse et mieux équipée.

## Contexte historique
En 1566 – 68, durant le règne de Philippe II d'Espagne, se sont produits aux Pays-Bas (en ce temps dépendant de l'Empire espagnol) contre les autorités espagnoles les premières révoltes armées, motivées par des raisons religieuses et fiscales, qui vont donner naissance à la guerre de Quatre-Vingts Ans. Ferdinand Alvare de Tolède, IIIe duc d'Albe, était gouverneur des Pays-Bas.
En 1572, les Gueux de la mer, corsaires néerlandais rebelles, prirent Brielle et d'autres cités de la côte de la Hollande et de la Zélande, obtenant ainsi le contrôle de la côte maritime néerlandaise.

## Préparatifs

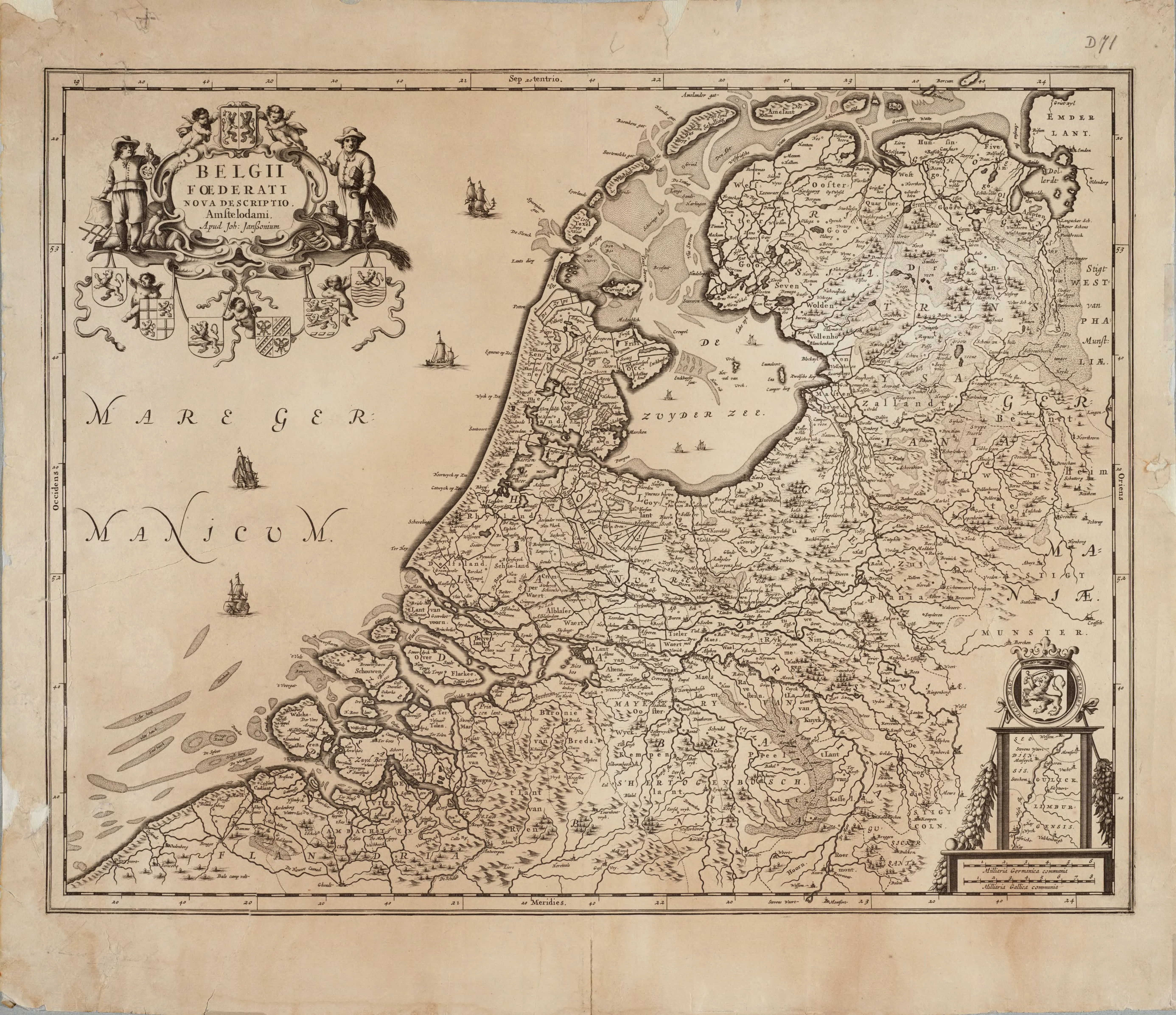
Carte des Pays-Bas de 1658. Au centre, le Zuiderzee.

Le Zuiderzee (aujourd'hui appelé IJsselmeer) était un golfe d'environ 50 km de large et d'une profondeur moyenne de 5 ou 6 mètres, ouvert sur la mer du Nord. Il était utilisé comme voie de communication maritime entre les cités riveraines : Amsterdam, Hoorn, Enkhuizen, etc. Par sa situation géographique, les routes d'approvisionnement tant des Espagnols que des Néerlandais passaient de préférence par le Zuiderzee. C'est pour cela que les rebelles ne cessaient d'engager de petites escarmouches et assauts contre les ports espagnols qu'on y trouvait ou contre les bateaux qui traversaient le golfe.
En 1573, le gouverneur espagnol Maximilien de Hénin, comte de Boussu, arma une flotte de 30 bateaux portant 1 300 hommes pour mettre fin à ces attaques en détruisant les forces rebelles. Le bateau amiral de cette flotte, l'Inquisition, de 250 tonneaux, était renforcé par des blindages sur ses côtés. Dans le camp opposé, la flotte néerlandaise était constituée de 24 bateaux plus petits et armés plus légèrement ; 700 marins formaient les équipages néerlandais.

## La bataille
Hénin appareilla d'Amsterdam avec sa flotte le 5 octobre 1573. Les forces rebelles ne cessèrent de le harceler. Manquant d'armement lourd, les Néerlandais, au lieu d'engager un combat d'artillerie, essayèrent d'aborder les bateaux espagnols, avançant vers eux frontalement pour minimiser les dégâts dus à l'artillerie lourde espagnole. Les vents forts empêchèrent la manœuvre d'abordage, ôtant aux Néerlandais la possibilité d'une victoire. Cette stratégie ayant échoué, la flotte des gueux de la mer n'avait plus d'autres solutions contre les armes espagnoles, et subit de grosses pertes.
Le 11 octobre, le vent faiblit et les Néerlandais purent attaquer par surprise. Durant l'attaque, l'Inquisition fut abordée et s'échoua. Lors de la bataille, les attaquants utilisèrent de rudimentaires cocktails Molotov contre les Espagnols. Six bateaux espagnols furent capturés et 300 marins furent faits prisonniers.

## Célébration
Dans la ville de Hoorn, trois maisons datant du XVIIe siècle, appelées les Maisons de Bossu, présentent à leurs frontons une frise racontant l'histoire de cette bataille.

## Source de la traduction
- (es) Cet article est partiellement ou en totalité issu de l’article de Wikipédia en espagnol intitulé « Batalla del Zuiderzee » (voir la liste des auteurs).